# Deuxième circonscription de la préfecture de Hyōgo
La deuxième circonscription de la préfecture de Hyōgo (兵庫県第2区, Hyōgo-ken dai-ni-ku) est l'une des douze circonscriptions législatives que compte la préfecture de Hyōgo au Japon.

## Description géographique
Entre 1994 et 2017, la deuxième circonscription de la préfecture de Hyōgo correspondait aux arrondissements de Hyōgo, Kita et Nagata de la ville de Kobe.
Depuis 2017, elle comprend les mêmes unités administratives ainsi qu'une partie de la ville de Nishinomiya,.

## Députés
| Législature | Début de mandat | Fin de mandat | Député élu           | Parti politique | Parti politique |
| ----------- | --------------- | ------------- | -------------------- | --------------- | --------------- |
| 41e         | 1996            | 2000          | Kazuyoshi Akaba      |                 | Shinshintō      |
| 42e         | 2000            | 2003          | Kazuyoshi Akaba      |                 | Kōmeitō         |
| 43e         | 2003            | 2005          | Kazuyoshi Akaba      |                 | Kōmeitō         |
| 44e         | 2005            | 2009          | Kazuyoshi Akaba      |                 | Kōmeitō         |
| 45e         | 2009            | 2012          | Kōichi Mukoyama (ja) |                 | PDJ             |
| 46e         | 2012            | 2014          | Kazuyoshi Akaba      |                 | Kōmeitō         |
| 47e         | 2014            | 2017          | Kazuyoshi Akaba      |                 | Kōmeitō         |
| 48e         | 2017            | 2021          | Kazuyoshi Akaba      |                 | Kōmeitō         |
| 49e         | 2021            | 2024          | Kazuyoshi Akaba      |                 | Kōmeitō         |
| 50e         | 2024            | -             | Kazuyoshi Akaba      |                 | Kōmeitō         |